# 钩卷云
鉤卷雲（英語：Cirrus uncinus， Ci unc）是其中一種卷雲，名字來原於拉丁語的意思蜷曲的鉤， 又稱海尾（mares' tails）。鉤卷雲通常是薄、稀疏地在海拔七千米天空的對流層出現。
通常介乎 −50 °C 到 −40 °C 的氣溫時，鉤卷雲會在一股暖鋒或錮囚鋒接近時出現，並意味著雨帶和大风天气的來臨。

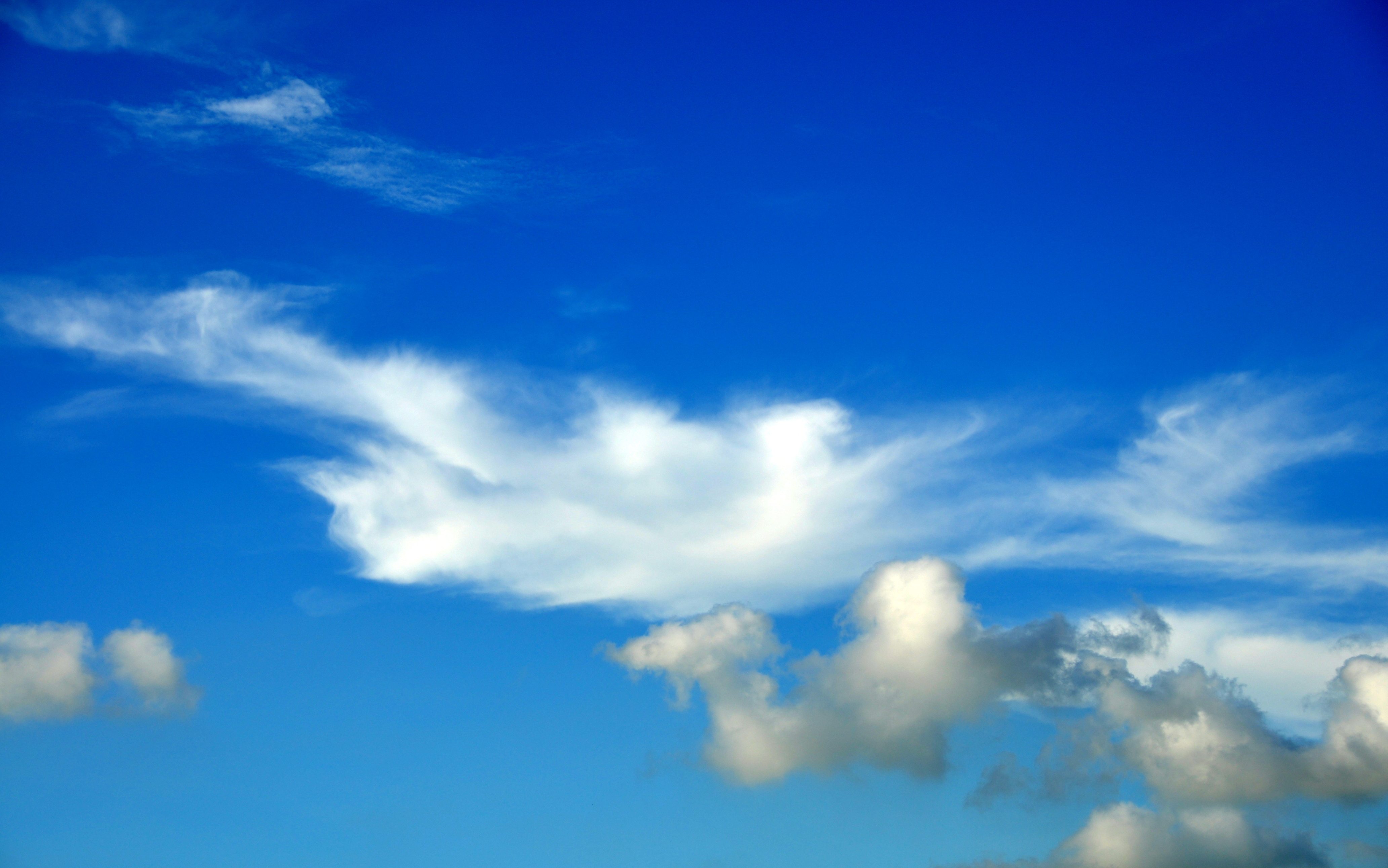
由密捲雲與钩卷云所組成的一幅似鳥展翅圖。前方較低空為碎積雲。